# Сан-Данієле-дель-Фріулі
Сан-Данієле-дель-Фріулі (італ. San Daniele del Friuli) — муніципалітет в Італії, у регіоні Фріулі-Венеція-Джулія,  провінція Удіне.
Сан-Данієле-дель-Фріулі розташований на відстані близько 480 км на північ від Рима, 85 км на північний захід від Трієста, 20 км на північний захід від Удіне.
Населення — 8078 осіб (2014).

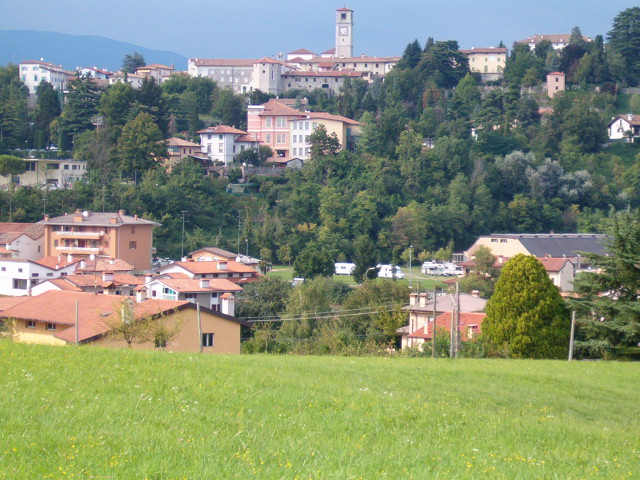

Щорічний фестиваль відбувається 28 серпня. Покровитель — святий Архангел Михаїл.

## Клімат
Місто знаходиться у зоні, котра характеризується морським кліматом. Найтепліший місяць — липень із середньою температурою 22.8 °C (73 °F). Найхолодніший місяць — січень, із середньою температурою 2.8 °С (37 °F).
| Клімат Сан-Данієле-дель-Фріулі | Клімат Сан-Данієле-дель-Фріулі | Клімат Сан-Данієле-дель-Фріулі | Клімат Сан-Данієле-дель-Фріулі | Клімат Сан-Данієле-дель-Фріулі | Клімат Сан-Данієле-дель-Фріулі | Клімат Сан-Данієле-дель-Фріулі | Клімат Сан-Данієле-дель-Фріулі | Клімат Сан-Данієле-дель-Фріулі | Клімат Сан-Данієле-дель-Фріулі | Клімат Сан-Данієле-дель-Фріулі | Клімат Сан-Данієле-дель-Фріулі | Клімат Сан-Данієле-дель-Фріулі | Клімат Сан-Данієле-дель-Фріулі |
| Показник                       | Січ.                           | Лют.                           | Бер.                           | Квіт.                          | Трав.                          | Черв.                          | Лип.                           | Серп.                          | Вер.                           | Жовт.                          | Лист.                          | Груд.                          | Рік                            |
| Абсолютний максимум, °C        | 16                             | 22                             | 25                             | 26                             | 30                             | 32                             | 37                             | 37                             | 33                             | 28                             | 22                             | 18                             | 37                             |
| Середній максимум, °C          | 7                              | 8                              | 12                             | 16                             | 21                             | 24                             | 27                             | 27                             | 23                             | 18                             | 12                             | 7                              | 17                             |
| Середня температура, °C        | 2                              | 4                              | 7                              | 12                             | 16                             | 20                             | 22                             | 22                             | 18                             | 13                             | 8                              | 3                              | 12                             |
| Середній мінімум, °C           | −1                             | 0                              | 3                              | 7                              | 12                             | 15                             | 17                             | 17                             | 13                             | 8                              | 3                              | 0                              | 8                              |
| Абсолютний мінімум, °C         | −13                            | −11                            | −11                            | −3                             | 1                              | 6                              | 8                              | 8                              | 3                              | −2                             | −9                             | −12                            | −13                            |
| Норма опадів, мм               | 80                             | 80                             | 110                            | 140                            | 130                            | 160                            | 90                             | 100                            | 110                            | 140                            | 160                            | 100                            | 1460                           |
| Днів з дощем                   | 7                              | 7                              | 9                              | 13                             | 14                             | 14                             | 11                             | 10                             | 9                              | 9                              | 10                             | 7                              | 120                            |
| Днів зі снігом                 | 1                              | 1                              | 1                              | 0                              | 0                              | 0                              | 0                              | 0                              | 0                              | 0                              | 0                              | 1                              | 4                              |
| ------------------------------ | ------------------------------ | ------------------------------ | ------------------------------ | ------------------------------ | ------------------------------ | ------------------------------ | ------------------------------ | ------------------------------ | ------------------------------ | ------------------------------ | ------------------------------ | ------------------------------ | ------------------------------ |
| Джерело: Weatherbase           |                                |                                |                                |                                |                                |                                |                                |                                |                                |                                |                                |                                |                                |

## Демографія
Населення за роками:

Станом на 1 січня 2023 року в муніципалітеті офіційно проживало 699 іноземців з 59 країн, серед них 230 громадян країн Євросоюзу та 57 громадян України.

## Сусідні муніципалітети
- Діньяно
- Форгарія-нель-Фріулі
- Маяно
- Озоппо
- Пінцано-аль-Тальяменто
- Рагонья
- Риве-д'Аркано
- Спілімберго